# Elena Libera
Elena Libera (Milán, 28 de septiembre de 1917-París, 8 de marzo de 2012) fue una deportista italiana que compitió en esgrima, especialista en la modalidad de florete. Ganó una medalla de bronce en el Campeonato Mundial de Esgrima de 1947 en la prueba por equipos.

## Palmarés internacional
| Campeonato Mundial | Campeonato Mundial | Campeonato Mundial | Campeonato Mundial  |
| Año                | Lugar              | Medalla            | Prueba              |
| ------------------ | ------------------ | ------------------ | ------------------- |
| 1947               | Lisboa (Portugal)  | Medalla de bronce  | Florete por equipos |